# Apocuma poorei
Apocuma poorei is een zeekommasoort uit de familie van de Bodotriidae. De wetenschappelijke naam van de soort is voor het eerst geldig gepubliceerd in 2004 door Petrescu.